# Korrekturreaktion
Die Korrekturreaktion ist ein neurologischer Test in der Tiermedizin, der  im Gegensatz zu den meisten anderen Haltungs- und Stellungsreaktionen bei nahezu allen Tieren angewendet werden kann.

## Durchführung
Bei der Korrekturreaktion wird ein Fuß des Tieres in Beugestellung gebracht, so dass er mit dem Vorder- bzw. Hinterfußrücken auf den Boden aufsetzt. Diese Stellung wird auch als „Überköten“ bezeichnet. Ein neurologisch gesundes Tier korrigiert die Fußstellung innerhalb einer halben Sekunde. 
Eine modifizierte Korrekturreaktion wird durch Aufstellen eines Fußes auf eine Pappe und Seitwärtsziehen dieser durchgeführt. Ab einer bestimmten Schrägstellung setzt das Tier die Gliedmaße wieder in die senkrechte Position.

## Diagnostische Bedeutung
Die Korrekturreaktion dient zum Aufdecken von Störungen der Eigenwahrnehmung, insbesondere der Hinterstrangbahn im Rückenmark, sowie der absteigenden motorischen Bahnen. Das Standardverfahren ist besonders sensitiv für Ausfälle im Fußbereich, die Modifikation für Ausfälle im Bereich der oberen Gliedmaßenabschnitte. Bei Erkrankungen des Skeletts oder der Muskulatur ist die Korrekturreaktion zumeist ungestört.